# ثوم بري مسنن
الثوم البري المسنن (باللاتينية: Allium dentiferum) نوع نباتي عشبي يتبع جنس الثوم من الفصيلة الثومية.

## الموئل والانتشار
ينتشر في بلاد الشام والمغرب العربي وتركيا واليونان ومقدونيا وصربيا والجبل الأسود والبوسنة وكرواتيا وسلوفينيا وإيطاليا وفرنسا وإسبانيا والبرتغال.